# CITIC Group
CITIC Group Corporation Ltd., dříve China International Trust Investment Corporation (CITIC), je státní investiční společnost Čínské lidové republiky, kterou v roce 1979 založil Žung I-žen se souhlasem Teng Siao-pchinga. Její sídlo se nachází v pekingské čtvrti Chaoyang. Od roku 2019 je největším čínským státním konglomerátem s jedním z největších fondů zahraničních aktiv na světě.
Skupina CITIC byla založena v roce 1979 jako čínský státní podnik China International Trust Investment Corporation. Jeho původním cílem bylo „přilákat a využít zahraniční kapitál, zavést vyspělé technologie a přijmout pokročilé a vědecké mezinárodní postupy v oblasti provozu a řízení“. Nyní vlastní 44 dceřiných společností, včetně China CITIC Bank, CITIC Limited, CITIC Trust a CITIC Merchant (převážně banky) v Číně, Hongkongu, Spojených státech, Kanadě, Austrálii a na Novém Zélandu.  